# Liste der Kulturgüter in Cottens FR
Die Liste der Kulturgüter in Cottens FR enthält alle Objekte in der Gemeinde Cottens im Kanton Freiburg, die gemäss der Haager Konvention zum Schutz von Kulturgut bei bewaffneten Konflikten, dem Bundesgesetz vom 20. Juni 2014 über den Schutz der Kulturgüter bei bewaffneten Konflikten sowie der Verordnung vom 29. Oktober 2014 über den Schutz der Kulturgüter bei bewaffneten Konflikten unter Schutz stehen.
Objekte der Kategorien A und B sind vollständig in der Liste enthalten, Objekte der Kategorie C fehlen zurzeit (Stand: 1. Januar 2023).

## Kulturgüter
| Foto |                                                                                  | Objekt                                                                                           | Kat. | Typ | Standort                                | Beschreibung |
| ---- | -------------------------------------------------------------------------------- | ------------------------------------------------------------------------------------------------ | ---- | --- | --------------------------------------- | ------------ |
| ja   | Datei hochladen · Wikidata zu Kornspeicher der Domaine de Reyff (Q29479027)      | Speicher des Landguts de Reyff / Grenier du domaine de Reyff KGS-Nr.: 02000                      | A    | G   | Route de Fribourg 1a 568742 / 177725    |              |
| BW   | Datei hochladen · Wikidata zu Pfarreizentrum und Kirche Saint-Martin (Q29688935) | Pfarreizentrum und Kirche Saint-Martin / Centre paroissial et église Saint-Martin KGS-Nr.: 13036 | B    | G   | Route du Centre 28, 28a 568982 / 177789 |              |
| BW   | Datei hochladen · Wikidata zu Haus von Elisabeth Margueron (Q29688952)           | Haus von Élisabeth Margueron / Maison d’Élisabeth Margueron KGS-Nr.: 13037                       | B    | G   | Route du Centre 33 569043 / 177848      |              |
| BW   | Datei hochladen · Wikidata zu Kornspeicher (Q29688965)                           | Kornspeicher / Grenier KGS-Nr.: 13038                                                            | B    | G   | Route des Rialets 16 569722 / 178342    |              |
| BW   | Datei hochladen · Wikidata zu Herrenhaus de Montenach (Q29688979)                | Herrenhaus de Montenach / Manoir de Montenach KGS-Nr.: 13039                                     | B    | G   | Route de Fribourg 17 568765 / 177841    |              |